# Tuburan, Cebu
Tuburan là một đô thị hạng 2 của tỉnh Cebu, Philippines. Theo điều tra dân số năm 2007, đô thị này có dân số 53.663 người.
Tuburan là quê hương của nhà lãnh đạo cách mạng Arcadio Maxilom.

## Các đơn vị dân cư
Tuburan được chia thành 54 khu dân cư (khu phố) (barangay).
| - Alegria - Amatugan - Antipolo - Apalan - Bagasawe - Bakyawan - Bangkito - Bulwang - Kabangkalan - Kalangahan - Kamansi - Kan-an - Kanlunsing - Kansi - Caridad - Carmelo - Cogon - Colonia | - Daan Lungsod - Fortaliza - Ga-ang - Gimama-a - Jagbuaya - Kabkaban - Kagba-o - Kampoot - Kaorasan - Libo - Lusong - Macupa - Mag-alwa - Mag-antoy - Mag-atubang - Maghan-ay - Mangga - Marmol | - Molobolo - Montealegre - Putat - San Juan - Sandayong - Santo Niño - Siotes - Sumon - Tominjao - Tomugpa |